# Liodessus adumbratus
Liodessus adumbratus är en skalbaggsart som först beskrevs av Clark 1862.  Liodessus adumbratus ingår i släktet Liodessus och familjen dykare. Inga underarter finns listade i Catalogue of Life.